# 대한민국 형법 제122조
대한민국 형법 제122조는 공무원의 직무유기죄에 대한 형법각칙의 조문이다.

## 조문
제122조 (직무유기) 공무원이 정당한 이유없이 그 직무수행을 거부하거나 그 직무를 유기한 때에는 1년 이하의 징역이나 금고 또는 3년 이하의 자격정지에 처한다.

第122條(職務遺棄) 公務員이 正當한 理由 없이 그 職務遂行을 拒否하거나 그 職務를 遺棄한 때에는 1年 以下의 懲役이나 禁錮 또는 3年 以下의 資格停止에 處한다.

## 참조 조문
국가공무원법 제56조(성실 의무) 모든 공무원은 법령을 준수하며 성실히 직무를 수행하여야 한다. [전문개정 2008.3.28.]

지방공무원법 제48조(성실의 의무) 모든 공무원은 법규를 준수하며 성실히 그 직무를 수행하여야 한다. [전문개정 2008.12.31.]

## 사례
- 음식물쓰레기 수거업체의 침출수 무단방류를 묵인해 직무유기 등의 혐의로 불구속 기소된 구청 청소행정 담당 공무원들에 대해 태만이나 착각에 의한 직무 소홀에는 직무유기죄가 적용되지 않는다[1].

- 경찰이 현행범으로 체포한 도박혐의자를 제대로 조사하지 않고 석방한 경우 직무유기죄에 해당한다[2]

- 세월호 사고에서 진도 해상교통관제센터(VTS) 소속 해경이 관제를 소홀히 해 세월호 이상징후를 놓친 점에 대해 직무유기죄로 기소된 바가 있다[3]

## 판례
- 직무유기죄는 구체적으로 그 직무를 수행하여야 할 작위의무가 있는데도 불구하고 이러한 직무를 버린다는 인식하에 그 작위의무를 수행하지 아니하면 성립한다[4]

### 직무를 유기한 때
- 직무에 관한 의식적인 방임 내지 포기 등 정당한 사유 없이 직무를 수행하지 아니한 경우를 의미하는 것이므로, 공무원이 태만, 분망, 착각 등으로 인하여 직무를 성실히 수행하지 아니한 경우나 형식적으로 또는 소홀히 직무를 수행하였기 때문에 성실한 직무수행을 못한 것에 불과한 경우에는 직무유기죄는 성립하지 아니한다[5]
- 학생군사교육단의 당직사관으로 주번근무를 하던 육군 중위가 당직근무를 함에 있어서 훈육관실에서 학군사관후보생 2명과 함께 술을 마시고 내무반에서 학군사관후보생 2명 및 애인 등과 함께 화투놀이를 한 다음 애인과 함께 자고 난 뒤 교대할 당직근무자에게 당직근무의 인계, 인수도 하지아니한 채 퇴근하였다면 직무유기죄가 성립된다[6].

### 직무의 범위
- 형법 제122조 소정의 공무원이 정당한 이유 없이 직무를 유기한 때라 함은 직무에 관한 의식적인 방임 내지는 포기 등 정당한 사유 없이 직무를 수행하지 아니한 경우를 의미하는 것이므로 공무원이 태만, 분망, 착각 등으로 인하여 직무를 성실히 수행하지 아니한 경우나 형식적으로 또는 소홀히 직무를 수행하였기 때문에 성실한 직무수행을 못한 것에 불과한 경우에는 직무유기죄는 성립하지 않는다[7].

## 같이 보기
- 뇌물죄
- 직무유기죄
- 공무원
- 작위의무